# いちご (不動産業)
いちご株式会社（英語: Ichigo Inc.）は、J-REITの運用を始めとした不動産運用と、太陽光発電所、風力発電所等のクリーンエネルギー事業を展開しているサステナブルインフラ企業 。
社名は、千利休が説いた茶人の心構えである「一期一会」に由来し、「人との出会いを大切に」という精神を理念としている。

## 概要
2000年に創業したアセット・マネジャーズ・ホールディングス株式会社が2010年9月に商号変更。不動産流動化の先駆者として西武百貨店池袋店の流動化等で実績を重ね、これまでの不動産ファンド累積運用残高は1.9兆円を超える。2002年の株式上場後、グローバルな投資銀行を目指し、中国の国有投資会社、CITICのグループ会社であるCIAMと資本提携。不動産投資事業と企業投資事業を核とし、中国、香港、台湾等へも進出。
2008年8月に、欧米の年金等を運用するユニットトラストである「いちごトラスト」に対して第三者割当増資を実施。2008年10月、いちごアセットマネジメント株式会社の代表取締役社長であり、モルガン・スタンレー証券会社の株式統括本部長を歴任したスコット・キャロンが代表執行役会長へ、総合建設会社のフジタ出身で同社の不動産ファンド事業を統括してきた岩﨑謙治が代表執行役社長へ就任。不動産運用事業を中心としたグループへ事業を集中している。2006年5月より委員会設置会社へ移行。
2010年9月、筆頭株主であるいちごトラストの商号を冠し、いちごグループの中核企業として「いちごグループホールディングス株式会社」へ商号変更した。
2011年1月、J-REITジャパン・オフィス投資法人の運用会社であるジャパン・オフィス・アドバイザーズ株式会社（後のいちごリートマネジメント株式会社）を買収し、J-REIT事業を傘下へ。その後、ジャパン・オフィス投資法人はいちご不動産投資法人（旧いちご不動産投資法人）へ商号変更。
2011年8月、J-REITのFCレジデンシャル投資法人の運用会社であるファンドクリエーション不動産投信株式会社を傘下へ。
2011年11月、FCレジデンシャル投資法人と旧いちご不動産投資法人のJ-REIT合併。（現商号：いちごオフィスリート投資法人、証券コード：8975）同日付でいちごリートマネジメント株式会社がファンドクリエーション不動産投信株式会社を吸収合併。（現いちご投資顧問株式会社）
2012年11月には、クリーンエネルギー事業を推進するいちごECOエナジー株式会社を設立。2024年2月末時点で64発電所（約200MW）のいちごメガソーラーが売電開始もしくは開発確定している。
開発済みの主なメガソーラー案件
- いちご昭和村生越ECO発電所
- いちご徳島東沖洲ECO発電（四国）
- いちご桐生奥沢ECO発電所（関東）
- いちご元紋別ECO発電所（北海道）
- いちご府中上下町矢野ECO発電所（中国）
- いちご室蘭八丁平ECO発電所（北海道）
- いちご遠軽清川ECO発電所（北海道）
- いちご湧別芭露ECO発電所（北海道）
- いちご伊予中山町出渕 ECO発電所（四国）
- いちご前橋苗ヶ島ECO発電所（関東）
- いちご別海川上町ECO発電所（北海道）
- いちご豊頃佐々田町ECO発電所（北海道）
- いちご中標津緑が丘ECO発電所（北海道）
- いちご安平遠浅ECO発電所（北海道）
- いちご豊頃ECO発電所（北海道）
- いちご東広島西条町田口ECO発電所（広島）
- いちご名護二見ECO発電所（沖縄）
- いちご遠軽東町ECO発電所（北海道）
- いちご厚岸白浜ECO発電所（北海道）
- いちご高松国分寺町新居ECO発電所（四国）
- いちご都城安久町ECO発電所（宮崎）
- いちご豊川御津町佐脇浜ECO発電所（愛知）
- いちご山口秋穂西ECO発電所 （山口）
- いちご浜中牧場鶴児平ECO発電所 （青森）
- いちご米子泉ECO 発電所（鳥取）
- いちご笠岡拓海町ECO発電所（岡山）
- いちご山口佐山ECO発電所（山口）

2015年5月に長谷川拓磨が代表執行役社長に就任し、スコット・キャロン会長、岩﨑謙治会長との新体制を発足。2016年4月に新たな経営理念（Mission）を策定。『日本を世界一豊かに。その未来へ心を尽くす一期一会の「いちご」』とし、日本社会の一員として、国民のために果たすべき役割を経営理念として定め、商号の由来である「一期一会」の心得のもと、この実現を最大の目標としている。
2019年4月に長期ビジョン「いちご2030」を策定。
日本の上場不動産会社初のカーボン・ゼロ企業。

## 沿革
- 2000年（平成12年）3月 - 株式会社ピーアイテクノロジー創業。
- 2001年（平成13年）9月 - 株式会社ピーアイテクノロジーが旧アセット・マネジャーズ株式会社を吸収合併。アセット・マネジャーズ株式会社に商号変更。
- 2002年（平成14年）11月 - 大阪証券取引所ナスダック・ジャパン市場に上場。
- 2005年（平成17年） - イーアセット投資法人を5月に設立し、9月に東京証券取引所上場（J-REIT）。
- 2008年（平成20年）3月 - 持株会社体制に移行。アセット・マネジャーズ・ホールディングス株式会社に商号変更。
- 2010年（平成22年）
  - 3月 - タカラビルメン株式会社の全株式を取得し、完全子会社化。
  - 9月 - いちごグループホールディングス株式会社に商号変更。
- 2011年（平成23年）
  - 1月 - J-REIT「ジャパン・オフィス投資法人（旧いちご不動産投資法人）」の運用会社であるジャパン・オフィス・アドバイザーズ株式会社（後のいちごリートマネジメント株式会社）を完全子会社化。中小型不動産、底地を対象とした不動産事業を推進するいちご地所株式会社を設立。
  - 8月 - J-REIT「FCレジデンシャル投資法人」の運用会社であるファンドクリエーション不動産投信株式会社を完全子会社化。
  - 11月 - FCレジデンシャル投資法人と旧いちご不動産投資法人のJ-REIT合併（新商号：いちご不動産投資法人、証券コード 8975）。同日付で、いちごリートマネジメント株式会社がファンドクリエーション不動産投信株式会社を吸収合併。
- 2012年（平成24年）
  - 2月 - 日米ビルサービス株式会社および日米警備保障株式会社の全株式を取得し、完全子会社化。
  - 7月 - いちごリートマネジメント株式会社がいちご不動産投資顧問株式会社を吸収合併し、いちご不動産投資顧問株式会社に商号変更。いちごソリューションズ株式会社がいちご地所株式会社を吸収合併し、いちご地所株式会社に商号変更。いちごグローバルキャピタル株式会社を設立。
  - 11月 - いちごECOエナジー株式会社を設立。ソーラーウェイ株式会社を完全子会社化。
- 2013年（平成25年）
  - 6月 - タカラビルメン株式会社が、日米ビルサービス株式会社および日米警備保障株式会社を吸収合併。
  - 9月 - いちごECOエナジー株式会社がソーラーウェイ株式会社を吸収合併。
  - 11月 - 公募増資（PO）を実施。調達金額165億円（いちごリートも同日にPO実施）。
- 2014年（平成26年）1月 - 中期経営計画「Shift Up 2016」を発表。
- 2015年（平成27年）
  - 8月 - 呼称を「いちご」と制定するとともに、商号の英文表記を「Ichigo Inc.」に変更。
  - 9月 - 総合型リートをオフィス特化型リートへ移行（いちごオフィスリート投資法人）。
  - 11月 - 東京証券取引所第一部へ市場変更。
  - 11月 - ホテル特化型リートである「いちごホテルリート投資法人」上場（証券コード：3463）
- 2016年（平成28年）
  - 4月 - 「Shift Up 2016」に続く、新中期経営計画「Power Up 2019」を発表。セグメント名を「不動産再生」から「心築」（しんちく）へ改称。
  - 9月 -  いちご株式会社へ商号変更。
  - 12月 - 太陽光発電所などグリーンインフラという新たなアセットタイプへの投資機会を提供する「いちごグリーンインフラ投資法人」上場（証券コード：9282）。
- 2017年（平成29年）
  - 3月 - 不動産オーナーサービス事業を推進する「いちごオーナーズ株式会社」を設立。
  - 7月 - 株式会社セントロのM&Aによる子会社化（ストレージプラス株式会社、株式会社テヌート）。
- 2019年（平成31年/令和元年）
  - 1月 - 日本プロサッカーリーグとJリーグトップパートナー契約を締結[5][6]。
  - 4月 - 長期ビジョン「いちご2030」を決定。いちごアニメーション株式会社設立[7]。
  - 5月 - 傘下の宮交シティがコミュニティFM局「宮崎サンシャインエフエム」の全株式を取得[8]。これに基づき、マスメディア事業へ参入した。
- 2021年（令和3年）2月 - この年からJリーグに参入したテゲバジャーロ宮崎とスポンサー契約。
- 2022年（令和4年）
  - 1月 - いちごSi株式会社を設立。
  - 4月 - 東京証券取引所プライム市場に移行（証券コード2337）。
- 2023年（令和5年）
  - 8月 - 子会社である宮交シティが、いちごポタジェ株式会社を設立。
  - 12月 - 子会社である宮交シティが、J3テゲバジャーロ宮崎を保有する株式会社テゲバジャーロ宮崎及びホームスタジアムの指定管理を行っている株式会社ライチパークの全株式を譲渡される。また、ユニリーバが命名権を持っていた同クラブのホームスタジアムであるユニリーバスタジアム新富の命名権を、2024年2月1日より取得した事も発表された。名称はいちご宮崎新富サッカー場。
- 2024年（令和6年）
  - 1月 - 本店を帝国ホテルタワーから丸の内パークビルディングに移転。ユニリーバスタジアム新富の新名称が「いちご宮崎新富サッカー場」となる事が発表された[9]。
  - 10月 - 宮交シティ内にテゲバジャーロ宮崎のクラブハウスが完成[10]。

## 主要グループ会社
- いちご投資顧問株式会社
- いちご地所株式会社
- いちごECOエナジー株式会社
- いちごオーナーズ株式会社
- いちごマルシェ株式会社
- 株式会社宮交シティ
- 株式会社セントロ
- いちごアニメーション株式会社
- ワンファイブホテルズ株式会社 - ホテル イル・パラッツォのほか、「ザ・ワンファイブ」「ザ ノット」「プラザホテル」ブランドで福岡県を中心にホテルを運営。2023年5月31日に博多ホテルズ株式会社から社名変更。
- いちごSi株式会社

## 主なCSR活動
実業団としてウエイトリフティング、陸上部、テニス部を擁している。また、2024年度より、子会社の宮交シティがサッカーJリーグクラブチーム、テゲバジャーロ宮崎の経営権を取得している。

### いちごウエイトリフティング部
2008年1月にスポーツ支援の一環として「ウエイトリフティング部」を創部。ロンドンオリンピックで銀メダルまた、リオデジャネイロオリンピックで銅メダルを獲得した三宅宏実が所属している。三宅宏実は2021年11月18日にげ選手を引退し、現在はコーチを務める。その他の所属選手は、村上英士朗（タンク村上、パリオリンピック出場）、石井未来、橋本菫である。過去にはロンドンオリンピック6位入賞の水落穂南、安藤美希子も在籍していた。三宅の父で1968年メキシコ五輪銅メダルの三宅義行が監督を務めている。

### いちご陸上部
清山ちさと、中尾あゆみ、森山静穂が所属している。

### いちごテニス部
大岐優斗が所属している。

### いちごライフル射撃部（終了）
松本靖世が2013年から2024年まで所属していた。